# Anansia astaroth
Anansia astaroth är en spindelart som först beskrevs av Brignoli 1974.  Anansia astaroth ingår i släktet Anansia och familjen Tetrablemmidae.
Artens utbredningsområde är Angola. Inga underarter finns listade i Catalogue of Life.